# سنترویل (میزوری)
سنترویل (به انگلیسی: Centerville) یک شهر در ایالات متحده آمریکا است که در شهرستان رینولدز، میزوری واقع شده‌است. سنترویل ۰٫۷۸ کیلومتر مربع مساحت و ۱۹۱ نفر جمعیت دارد و ۲۲۶ متر بالاتر از سطح دریا قرار دارد.